# Blue-Eyed Soul
Blue-Eyed Soul ist eine in den USA geprägte Bezeichnung für die Soulmusik oder an Soul angelehnte Musik (beispielsweise R&B) weißer Künstler.

## Geschichte
Erstmals wurde die Bezeichnung Mitte der 1960er Jahre verwendet, als Formationen wie die Righteous Brothers mit soulartigen Titeln Erfolge landeten. In den 1960er Jahren wurden mehrere weiße Künstler wie Dusty Springfield und Joe Cocker zu Stars mit einem Sound, der stark von den Stilen von Motown und Stax Records beeinflusst war. Hall & Oates waren die unbestrittenen Stars der Blue-Eyed-Soul-Bewegung. In den 1980er Jahren legten sie die meisten ihrer Rock-Einflüsse ab und schufen einen sanften, „radiofreundlichen“ Soul-Stil, der sowohl Schwarze als auch Weiße ansprach. Nach dem Erfolg von Hall & Oates nahmen viele weiße Künstler Songs auf, die direkt vom Soul beeinflusst waren. George Michael, Robert Palmer und Michael McDonald landeten Hits mit Blue-Eyed-Soul.
Weitere Blue-Eyed-Soul-Künstler dieser Zeit waren beispielsweise Chris Farlowe, The Ferris Wheel und Wayne Fontana. Eine der bekanntesten Blue-Eyed-Soul-Interpretinnen,  Dusty Springfield, wurde White Queen of Soul genannt. 
Auch die erfolgreiche britische Band Simply Red gehört seit Mitte der 1980er Jahre dieser Stilrichtung des Soul an. Ein Song dieses Genres aus dem Jahr 1987 ist Never Gonna Give You Up von Rick Astley.  
2003 machte die weiße Soulsängerin Joss Stone auf sich aufmerksam.  